# Куїкоча
Куїкоча (кечуа, ісп. Cuicocha) — вулканічний кратер і кальдера діаметром 3,1 км біля південного підніжжя вулкану Котакачі (4944 м) в гірському хребті Кордильєра-Оксиденталь Еквадорських Анд. Назва означає мовою кечуа «Озеро морської свинки» та була дана завдяки формі найбільшого острова, розташованого посередині озера. Ці тварини мають велике значення у повсякденному житті корінних еквадорців, бо вони швидко ростуть та постачають необхідну кількість тваринних білків. Кальдера була утворена в результаті великого фреатичного виверження близько 3100 років тому, в результаті якого утворився пірокластичний потік об'ємом близько 5 км², що вкрив навколишній район шаром вулканічного попелу близько 20 см завтовшки. З того часу вулкан залишається неактивним. Разом із виверженнями вулканів Імбабура, Котакачі, Моханда і Каямбе, це виверження створило родючі ґрунти району долини Отавало.
Озеро, що утворилося в кальдері вулкану Куїкоча, містить чотири дацитових лавових куполи, що формують острови Єрові (Yerovi) і Теодоро-Вулф (Teodoro Wolf, більший). Обидва острова є природоохоронними територіями, доступ на які заборонений. Край кальдери дуже крутий, занадто крутий для утримання багатьох рослин. Старіші потоки лави часів плейстоцену формують пологіший східний берег. Озеро має найбільшу глибину близько 200 м та дуже лужне, тому життя в ньому мало. Озеро також не має відомого стоку, тобто є центром безстічної області.
На островах озера присутні й форми дикої природи, наприклад срібляста пірникоза, що мешкає у прибережних заростях очерету та харчується водоростями. Цей птах також поширений у всьому районі парамо, до якого відноситься озеро, проте досліджений дуже мало. 1974 проведений перепис популяції цього птаха і знайдено лише 44 особини.
Куїкоча знаходиться на південній межі Екологічного резервату Котакачі-Каяпас.
Протягом другого дня Інті-Раймі або Сонячного свята кожного літнього сонцестояння тут збираються індіанці для ритуалу очищення.